# Mornarička crkva u Puli
Mornarička crkva u Puli (njem. Marinekirche, tal. Chiesa della Marina; danas crkva Gospe od Mora) izgrađena je na brežuljku Sveti Polikarp u Puli krajem 19. stoljeća. Točnije, gradnja je počela 1891., a crkva je dovršena 1898. godine. Stil gradnje je mješavina neobizantizma i neoromantike, a svoj su biljeg na crkvi ostavili trojica arhitekta: Friedrich von Schmidt, Victor Lunz i Natale Tommasi. Potonji je bio iz okolice Trenta a 1890. projektirao je i zgradu Državne njemačke gimnazije u Puli (danas Arheološki muzej Istre) te župnu crkvu Sv. Agneze u Medulinu.
Crkva je cijela građena od naizmjeničnih redova bijelog istarskog kamena s Brijuna i rumenog mramora izvađenog u kamenolomima Oprtlja i Brtonigle. Bogatu vanjsku dekoraciju prati ništa manje bogata dekoracija crkvene unutrašnjosti. Uz crkvu je zvonik visok 30 metara rađen po projektu Tommasija. Vrh zvonika je ravan, a na njemu je brončani kip anđela raširenih krila, djelo prof. Raffaette iz Trenta. Krase ga i gornji red kvadrifora (4 otvora koja završavaju polulukovima) i donji red trifora. Zvonik skriva 5 zvona.
Na svečanoj je inauguraciji bio nazočan i car Franjo Josip iz čije je blagajne crkva financirana. Anegdota kazuje da je tijekom tog posjeta crkvi zagrebao o mramorni stup, na što su ga naravno prisutni (kako to već biva) zabrinuto pitali zar mu se ne sviđa crkva. Odgovor Franje Josipa bio je: "Provjeravam samo je li ispod zlato, s obzirom na to koliko je gradnja crkve koštala".

## Galerija
- Začelje i pročelje crkve danas.
- Crkva
- Jedan od ulaza u crkvu

## Više informacija
- Maximilian Daublebsky von Sterneck
- Mornaričko groblje u Puli
- Pula

## Vanjske poveznice
|  | Zajednički poslužitelj ima još gradiva o temi Mornaričke crkve u Puli |